# Koštano brašno
Koštano brašno je vrsta organskog gnojiva, koje se sastoji od opranih i mljevenih životinjskih kostiju. Rogovi se također mogu koristi kao i gnojivo. 

## Djelovanje
Kosti sadrže uglavnom fosfor i kalcij. Budući da su organski povezani, moraju ih razgraditi mikroorganizmi prije nego što se dodaju usjevu. Taj proces traje neko vrijeme. 

## Povijest
Od davnih vremena, drobljenje kosti se koristiti kao gnojivo. U 20. stoljeću koštano brašno su zamijenila mineralna gnojiva. Koristi se povremeno u organskim uzgoju.
Pojava goveđe spongiformne encefalopatije (kravljeg ludila) dovela je do zabrane i koštanog brašna kao stočnom hranom. Rog i kosti se i dalje klasificiraju kao GSE-slobodnim, jer ne sadrže živčana tkiva.

## Problematika
Premada i visoke temperature ne unišavaju GSE, uporaba koštanog brašna za gnojivo hipotetski čini rizik od prijenosa na ljude i životinje.
Stoga se treba prilikom prodaje treba navesti da li su proizvodi gnojeni s koštanim brašnom ili ne. Maloprodaje zahtijeva proizvodnju hrane bez uporabe koštanog brašna.